# Sightseers
Sightseers és una pel·lícula de comèdia negra britànica de 2012 dirigida per Ben Wheatley i escrita i protagonitzada per Alice Lowe i Steve Oram.
Sightseers va ser seleccionada per ser projectat a la secció Quinzena de Cineastes del 65è Festival Internacional de Cinema de Canes el 23 de maig de 2012, i es va estrenar al Regne Unit el 30 de novembre, per StudioCanal. La pel·lícula va rebre crítiques generalment positives de la crítica.

## Argument
Chris és un aficionat a les caravanes i aspirant a escriptor que porta la seva xicota Tina a un viatge per carretera, per a disgust de la mare de Tina, que mai ha perdonat a Tina la mort del seu gos "Poppy". A la seva primera parada, el Museu Nacional del Tramvia, en Chris s'enfronta a un home que deixa escombraries, i l'home es nega a recollir les seves escombraries. Quan tornen al seu cotxe, Chris l'atropella i el mata. Chris afirma que la mort va ser un accident, però somriu després de l'impacte, sense que la Tina la vegi. Chris li diu a la Tina que és la seva musa.
Coneixen la Janice, l'Ian i el seu gos Banjo (que s'assembla a Poppy) en un parc de caravanes i Janice revela que l'Ian és un escriptor publicat, cosa que fa que en Chris estigui gelós. L'endemà al matí en Ian surt a passejar. Chris el segueix, li colpeja al cap amb una pedra, li roba la càmera i l'empeny per un penya-segat. La Tina porta el Banjo amb ells mentre van. La Tina troba fotos d'Ian i Janice a la càmera i s'enfronta a Chris, que confessa l'assassinat d'Ian. La Tina ho accepta. Durant una passejada per un parc del National Trust, en Banjo defeca a terra i un turista li diu a la Tina que aclareixi el desastre. Chris arriba i anima a la Tina a afirmar que l'home va intentar violar-la. Es produeix una baralla i Chris el colpeja fins a la mort.
Al proper parc de caravanes, Chris coneix a Martin, un enginyer està provant una minicaravana que es pot connectar a la part posterior d'una bicicleta. Durant un àpat en un restaurant, la Tina va al bany. Quan torna, es troba en Chris fent un petó a la núvia de l’acomiadament de soltera a una taula propera com a part d'una aventura de soltera. Enfadada, la Tina segueix la núvia fora i la mata empenyent-la per un turó escarpat sobre unes roques, observada per Chris. L'endemà al matí, en lloc de visitar una atracció turística local, en Chris diu que està ajudant a Martin a fer algunes modificacions a la seva caravana. Es discuteixen i la Tina marxa sola. Molesta, truca a la seva mare i està a punt de confessar els assassinats, quan la seva mare penja. A la nit, la Tina intenta seduir en Chris parlant de la seva complicitat en els assassinats, però ell la rebutja.
Chris es desperta i descobreix que la Tina l'ha deixat dormint a la caravana i s'està accelerant per l'autopista. Ell la crida i li diu que s'apropi. La Tina s'adona d'un corredor i l'atropella. Chris està molest amb el seu enfocament caòtic dels assassinats, creient-se justificat en la seva elecció de víctimes, i discuteixen abans d'amagar el cos al costat de la carretera. Condueixen cap a una muntanya, on acampen amb el Viaducte Ribblehead a la vista, el destí final de les seves vacances. Quan una calamarsa els obliga a tornar a dins de la caravana, en Chris s'adorm i la Tina mira la seva llibreta, trobant un dibuix d'ella i en Chris dempeus al viaducte, a punt de saltar.
Arriba Martin, amb Banjo a la minicaravana. Mentre Chris és fora, la Tina intenta seduir en Martin, que es veu incòmode pels seus avenços i la rebutja. Quan Chris torna, li diu que Martin li va proposar d'una manera particularment inversemblant i repulsiva. Martin torna a la seva minicaravana, i en Chris i la Tina es barallen per saber si el gos hauria de rebre el nom de "Poppy" o "Banjo". Molesta, la Tina empeny la minicaravana d'en Martin pel penya-segat, amb ell encara dins. Torna a entrar a la seva caravana i li diu a Chris que el problema s'ha acabat. Corre fora i troba el cadàver d'en Martin. Insulta la Tina i es barallen, la qual cosa els acaba practicant relacions sexuals.
En Chris incendia la caravana i fa un petó a la Tina. Corren cap al viaducte de Ribblehead i pugen al cim, agafats de la mà. Chris li pregunta a la Tina si va gaudir de les vacances i diu que van ser genials. Demana disculpes per insultar-la li pregunta si realment vol suïcidar-se. Just quan en Chris baixa del viaducte, la Tina deixa anar la seva mà, mirant com cau a terra i mor. La Tina mira la seva mà mentre la pantalla es torna negra.

## Repartiment
- Steve Oram com a Chris
- Alice Lowe com a Tina
- Eileen Davies com a Carol
- Monica Dolan com a Janice
- Jonathan Aris com a Ian
- Richard Lumsden com a Rambler
- Richard Glover com a Martin

## Producció
Els personatges es van reunir set anys abans que la pel·lícula arribés com una experiència escènica amb Lowe i Oram apareixent com a campistes innocents que van revelar lentament que eren assassins en sèrie. Més tard es va produir un curtmetratge que es va enviar a diverses companyies de producció, però tot i que es va trobar que era divertit, el tema es va seguir rebutjant per ser massa fosc. Van posar el curt en línia, i va generar una mica de rebombori, i Lowe va enviar l'enllaç a Edgar Wright, amb qui havia treballat a Arma fatal. Wright va veure potencial per a una funció i els va posar en contacte amb una productora, Big Talk, que, amb Wright a bord com a productor executiu, va donar llum verda al projecte. Lowe i Oram van investigar sobre la literatura de terror i fins i tot es van fer unes vacances de caravaning, amb personatges i amb un càmera, als llocs que apareixien a la pel·lícula. Ben Wheatley ha dit que totes les ubicacions van ser molt útils, fins i tot després d'explicar el naturalesa de la pel·lícula, perquè "va tractar d'assegurar-se que fos oberta i justa per als llocs, i que no fossin bromes".
Els dos també es van inspirar en Withnail i jo.

## Recepció
L'acollida de la crítica ha estat positiva; l'agregador de ressenyes Rotten Tomatoes va informar d'una puntuació d'aprovació del 85% basada en 106 ressenyes, amb una puntuació mitjana de 7,39/10. El consens crític del lloc web diu: "El director Ben Wheatley i els escriptors estrella Alice Lowe i Steve Oram ofereixen una pel·lícula de viatge per carretera malvat que recorre amb èxit la línia entre la comèdia fosca i el terror". A Metacritic, la pel·lícula té una puntuació mitjana ponderada de 69 sobre 100, basada en 22 crítics, que indica "crítiques generalment favorables".
Peter Bradshaw va ressenyar la pel·lícula dues vegades per a The Guardian, primer després de la seva preestrena a Canes, quan va suggerir que "Wheatley podria estar patint la síndrome de la dificultad del tercer àlbum: això no és tan misteriós i interessant com Kill List, els seus efectes són més evidents i les trobades entre els antiherois concebuts de manera naturalista i els personatges elegants de comèdia incidental són una mica incòmodes en termes de caràcter i narrativa; la pel·lícula s'estava quedant sense idees, només una mica." No obstant això, el va tornar a veure en la seva estrena al cinema i va admetre que "quan la vaig veure per primera vegada, crec que podria haver-me aixecat del llit pel costat dret" va dient "una segona visualització ha revelat encara més com d'excel·lents són les actuacions sense esforç de Steve Oram i Alice Lowe, que són els guionistes de la pel·lícula (treballant amb la coguionista de Wheatley, Amy Jump), i la propietat creativa dels quals fa una comparació autorista amb Kill List una mica menys rellevant." Suggereix una sèrie de paral·lelismes: "una comparació òbvia amb Nuts in May de Mike Leigh, i fins i tot hi ha rastres de Victoria Wood i Alan Bennett, la comèdia d'observació més suau de la qual es converteix en quelcom de malson, aportant una estètica exquisidament horrible de Readers' Wives", concloent que "[l]es floridures esgarrifoses i transgressores es porten a terme amb una confiança inexpresiva; és una obra distintiva i brutalment inquietant." Kim Newman va escriure a Empire que Sightseers és una "mescla únicament britànica de comèdia insuportable de vergonya i horror, no tan desorientant en els seus canvis d'humor com Kill List, però una pel·lícula tan impressionant." The Guardian va preguntar a un editor de Caravan Magazine per la seva opinió i va pensar que la pel·lícula, que va descriure com "absolutament brillant", captava amb precisió els detalls de les vacances de caravaning.
Tanmateix, els elogis no van ser unànimes. La conclusió de Nigel Andrews de The Financial Times va ser: "Hi ha unes quantes rialles; uns quants assentaments amb el cap. Però abans del final arriba el cansament i no desapareix."
La pel·lícula va rebre set nominacions a la BIFA, inclosa la millor actriu secundària per Eileen Davies, i va guanyar el premi al millor guió.
També va participar al XLV Festival Internacional de Cinema Fantàstic de Catalunya, on va guanyar el Premi a la millor actriu i el premi al millor guió.